# Werner Nahm

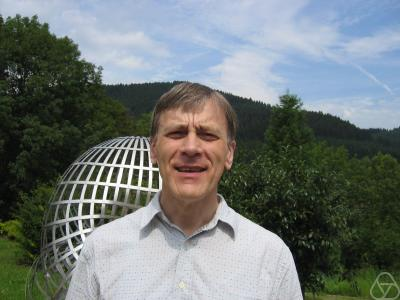
Werner Nahm (2004)

Werner Nahm (* 21. März 1949 in Münster (Selters)) ist ein deutscher Physiker und Hochschullehrer. Er beschäftigt sich vorwiegend mit mathematischen Fragen im Bereich der Theoretischen Physik.

## Leben und Werk
Werner Nahm war Schüler des Gymnasiums Philippinum Weilburg. Nach seinem Abitur studierte er ab 1966 an der Johann-Wolfgang-Goethe-Universität Frankfurt am Main und der Ludwig-Maximilians-Universität München, wo er 1970 sein Diplom in Physik erwarb. Er wurde 1972 an der Universität Bonn promoviert (Analytical solution of the statistical bootstrap model), wo er danach bis 1975 als Post-Doktorand war. 1976 bis 1982 war er Wissenschaftler am CERN. Ab 1982 war er als Heisenberg-Stipendiat wieder an der Universität Bonn. 1986 wurde er Associate Professor an der University of California, Davis. 1989 bis 2002 war er ordentlicher Professor an der Universität Bonn. Seit 2002 ist er Senior Professor am Dublin Institute for Advanced Studies und Direktor der dortigen School of Theoretical Physics. Er ist "Auswärtiges Wissenschaftliches Mitglied" im Max-Planck-Institut für Mathematik in Bonn.
In den 1970er Jahren beschäftigte er sich mit Elementarteilchentheorie, zum Beispiel Bootstrap-Modellen (dem Thema seiner Dissertation) und der Klassifikation gradierter Liealgebren, die in supersymmetrischen Theorien wichtig sind. Danach arbeitete er vor allem über die Theorie magnetischer Monopole, Klassifikation supersymmetrischer Modelle, konforme Feldtheorien und deren algebraische Klassifizierung und Klassifizierung von Stringmodellen. Nach ihm sind Nahm-Gleichungen (1981) benannt, Systeme von Matrix-Differentialgleichungen im Komplexen zum Beispiel zur Beschreibung von Monopolen in Yang-Mills-Theorien, und die Nahm-Transformation.
1978 bewies er, dass die maximale Dimension supersymmetrischer Theorien d=11 ist. Die von ihm vorhergesagte d=11 Supergravitationstheorie wurde wenig später durch Eugène Cremmer, Bernard Julia und Joël Scherk konstruiert. Da supersymmetrische Theorien heute im Rahmen von Kaluza-Klein-Theorien als Kandidaten für vereinheitlichte Feldtheorien von Elementarteilchen favorisiert werden (M-Theorie), hat Nahm damit auch die maximale Zahl der dafür in Frage kommenden Raum-Zeit-Dimensionen bestimmt.
Nahm forschte auch über die Maya-Zivilisation und deren Astronomie, zum Beispiel die Rolle der Venus (und ihrer Phasen) in Bezug auf Kalenderprognosen, die bei ihnen etwa für die Planung von Kriegen wichtig war. In seinen Maya-Forschungen arbeitete er auch mit Linda Schele und Nikolai Grube zusammen und beteiligte sich an der fortlaufenden Entzifferungsarbeit von Maya-Hieroglyphen. Er fand auch Hinweise auf Supernova-Ereignisse und die Beobachtung des Planeten Merkur in den Maya-Schriften.
Zu seinen Doktoranden zählen Katrin Wendland, Katrin Becker und Melanie Becker.

## Preise und Auszeichnungen
- Mitglied der Royal Irish Academy (2006)[6]
- Mitglied der Akademie der Wissenschaften und der Literatur Mainz[7]
- Mitglied (Fellow) der Royal Society (2011)
- 2012 Gothenburg Lise Meitner Prize der TH Chalmers[8]
- 2013 Max-Planck-Medaille
- 2014 "Gold-Medaille der Naturwissenschaften" der Royal Irish Academy

## Veröffentlichungen (Auswahl)
- Conformally invariant quantum field theories in two dimensions. World Scientific, 1995.
- als Herausgeber mit Ling-Lie Chau: Differential geometric methods in theoretical physics: physics and geometry. Plenum Press, 1990 (= 18. International Conference on differential geometric methods in theoretical physics, University of California, Davis 1988).
- als Herausgeber: Interface between physics and mathematics, (Hangzhou 1993 Konferenz). World Scientific, 1994.
- als Herausgeber: Trieste Conference on topological methods in Quantum Field Theory. World Scientific, 1991.
- Mathematical structures underlying monopoles in gauge theories. In: N. Craigie: Theory and detection of magnetic monopoles in gauge theories. World Scientific, 1986.
- Quantum field theories in one and two dimensions. In: Duke Math. Journal. Band 54, 1987, S. 579–613.
- Conformal field theory and torsion elements of the Bloch group. In: Pierre Cartier u. a.: Frontiers in Number Theory, Physics and Geometry. Band 2. Springer Verlag, 2007.

## Verweise
1. ↑  DPG Preisträger 2012 (Memento vom 17. September 2013 im Internet Archive). Dort ist das Alter mit 63 angegeben
2. ↑  Nahm, Werner - Author profile. INSPIRE-HEP, abgerufen am 19. Juli 2019.
3. ↑   „Analytical solutions of the statistical bootstrap model“, Nuclear Physics B, Bd. 45, 1972
4. ↑  Nahm Supersymmetries and their representations, Nuclear Physics B, Band 138, 1978, S. 14–166.
5. ↑  z. B. Grube, Nahm „A census of Xibalba – a complete inventory of way characters on Maya ceramics“, in J. Kerr (Herausgeber) „The Maya Vase Book“, Bd. 4, 1994. Nahm: „Maya warfare and the Venus year“, Mexicon, Bd. 16, 1994, „Hieroglyphic Stairway 1 at Yaxchilan“, Mexicon, Bd. 19, 1997.
6. ↑  Members: Werner Nahm. Royal Irish Academy, abgerufen am 10. Mai 2019.
7. ↑  Mitgliedseintrag von Werner Nahm bei der Akademie der Wissenschaften und der Literatur Mainz, abgerufen am 27.10.17
8. ↑  Meitner Preis an Nahm 2012

| Personendaten    | Personendaten      |
| ---------------- | ------------------ |
| NAME             | Nahm, Werner       |
| KURZBESCHREIBUNG | deutscher Physiker |
| GEBURTSDATUM     | 21. März 1949      |
| GEBURTSORT       | Münster (Selters)  |